# 蒋春亮
蒋春亮（1988年—2021年10月7日），男，安徽淮南人，中国内地演員和导演，毕业于中央戏剧学院表演系，代表作有《四大名捕》、《烈火英雄》、《胖子行动队》、《睡在我上铺的兄弟》、《世上只有妈妈好》、《古剑奇谭之流月昭明》、《陪安东尼度过漫长岁月》等。
2021年10月7日晚间，蒋春亮因抢救无效逝世，终年33岁。其遗体告别仪式将在10月9日于凤台县殡仪馆举行。

## 外部連結
- 蒋春亮在豆瓣上的资料（简体中文）